# LUV Graz
Der LUV Graz ist ein österreichischer Fußball-Verein aus der steirischen Landeshauptstadt Graz und wurde 1959 gegründet. Die Abkürzung LUV steht für Lehrlingsunterstützungsverein.
Größere Aufmerksamkeit erreichte der Verein im ÖFB-Cup 1991. Nach einem Sieg gegen den LASK konnte man auch das Viertelfinale gegen Sturm Graz mit 2:1 gewinnen. Im Halbfinale unterlag man vor 5500 Zuschauern im Liebenauer Stadion mit 0:1 gegen Rapid Wien, das Tor in dieser Partie schoss Andreas Herzog.
LUV Graz konnte sich auch zweimal für die zweite österreichische Spielklasse (damals 2. Division) qualifizieren und nahm an ihr in den Jahren 1989/90 sowie 1992/93 teil, musste aber jeweils in der gleichen Saison wieder den Abstieg in Kauf nehmen.
Nach den größten Erfolgen kam es aufgrund finanzieller Probleme zu einer Kooperation mit Sturm Graz. Trat man anfangs noch als LUV/Sturm Amateure auf, so übernahmen letztlich die Sturm Amateure den Platz in der Regionalliga, während LUV Graz von der untersten Spielklasse neu durchstartete. Nachdem man zwischenzeitig in der Gebietsliga Mitte gespielt hatte, stieg der Verein in der Saison 2021/22 wieder in die unterste Spielklasse ab.
1974 wurde die Damenfußballsektion am LUV gegründet (LUV Graz Damen). Heute spielt die Damen Kampfmannschaft I in der 2. Bundesliga, die 2. Damen Mannschaft in der Oberliga Süd.
Im April 2025 stimmte der Grazer Gemeinderat dem Planungsbeschluss zur Generalsanierung der Sportanlage in Wetzelsdorf zu, die der LUV Graz seit 1978 nutzt. Die Gesamtkosten der Generalsanierung wurden mit 7,4 Millionen Euro beziffert und umfasst die Sanierung des Klubhauses und des Turnsaals sowie die Umstellung des Trainingsplatzes auf Kunstrasen. Die Mädchen- und Damenmannschaften sollen außerdem angemessene Umkleidemöglichkeiten erhalten. Als Baubeginn wurde 2026 genannt; die Fertigstellung ist für 2027 geplant. Im Vorfeld hatte der Verein rund 20 Jahre lang um eine Sanierung der Infrastruktur in der Grottenhofstraße gekämpft.

## Vereinserfolge
- Halbfinale ÖFB-Cup 1991
- zweite österreichische Spielklasse: 1989/90 und 1992/93